# え
え와 エ는 일본어 음절의 하나이며 가나의 하나이다. 1모라를 형성한다. 오십음도에서는 제1행 제4단(あ행 え단)에 위치한다. 또 제8행 제4단(や행 え단)을 비우지 않을 때 다시 사용하는 문자이기도 하다.
- 현대 표준어의 발음: 5모음의 하나 /e/. 전설(前舌)의 중(中)모음. 즉 혀의 앞부분을 중간 정도로 높이고 입을 중간 정도로 벌려 발음하는 모음이다. 국제 음성 기호로는 [e]와 [ɛ]의 중간 소리로 [e̞] 또는 [ɛ̝]로 표기할 수 있다. 간단히 적을 때는 보통 [e]로 표기한다.
- 오십음 순: 제4위.
- 이로하 순: 제34위. ‘こ’의 뒤, ‘て’의 앞.
- 아메츠치 순: 제41위. ‘よ’의 다음, ‘の’의 앞.
- 히라가나 'え'의 자형:'衣'의 초서.
- 가타카나 'エ'의 자형:'江'의 일부분.(원래는 ヤ행의え단 의 가타카나)
- 가타카나 ''의 자형:'衣'의 일부분.(이 글자가 원래 え의 가타카나이다. 와 エ가 [je]로 통합되던 시기에 폐지되었다.)
- 로마자 표기법: e.
- 로마자 입력: e(え), le 또는 xe(ぇ).
- 대한민국의 외래어 표기법: 에
- 한/글의 한글 입력: 에(え), ㅔ(ぇ).
- 일본어 점자:
- 일본어 통화표: ‘英語のエ’(에이고노 에, 영어의 에)

エ의 원래 자형

- 일본어 모스 부호: -·---

## 획순

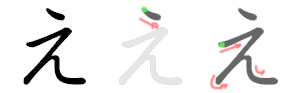
え의 획순

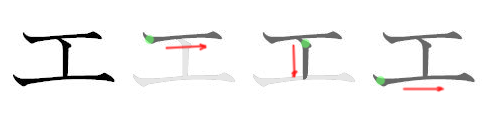
エ의 획순

## え에 관한 여러 사항
- 역사적 가나 표기법의 ‘ゑ’와 어중·어미의 ‘へ’는 현대 가나 표기법에서 ‘え’로 적는다.
- 10세기 이후 이 음운은 에 흡수되어 사라졌다가 에도 시대 이후 다시 등장하였다.
- 조사로 쓰는 ‘へ’는 /e/로 발음하지만 현대 가나 표기법에서도 へ로 쓰는 게 보통이다.
- え단 뒤에 い가 놓이는 경우, 그 い를 /e/로 발음하는 경우가 많다.
  - 다만 이는 지방의 차이나 개인의 차이가 크고, 보통 エー라고 발음하는 사람도 느린 발음으로는 エイ라고 발음하는 경향이 있다. 현대 가나 표기법에서도 えい에 대해서 ‘エ단 장음으로 발음되는지, エイ, ケイ 등과 같이 발음되는지에 상관없이 い를 붙여서 쓴다’라고 명시하고 있기 때문에, 이는 오히려 えい가 장음 エー라고 단정할 수 없다는 증거이다. 노래에서 え단 뒤에 い가 올 경우 대부분 그 い가 い로 발음되는 것도 えい가 장음이라고 단정할 수 없다는 증거이다.
- ぇ처럼 작게 쓰는 경우는 요음처럼 직전의 문자와 합하여 1개의 음을 구성한다. 즉 앞의 문자와 합하여 1모라를 형성한다. 기본적으로 앞 문자의 모음을 반모음화하여 여기에 /e/를 합한 음을 나타낸다.
  - 단, 민간에서 え단의 가나 뒤에 사용하는 경우가 있는데, 이때는 크게 쓴 경우와 마찬가지로 장음으로 발음돼 단독으로 1모라를 구성한다.
- 일본의 인터넷 슬랭에서 '5'를 의미한다. 일본어 가나 입력 모드에서 키보드의 5를 누르면 え가 타이핑되는 데에서 비롯되었다.

## 컴퓨터 부문
| 미리 보기            | え                | え                | エ                | エ                | ｴ                           | ｴ                           | ㋓                 | ㋓                 |
| -------------------- | ----------------- | ----------------- | ----------------- | ----------------- | --------------------------- | --------------------------- | ------------------ | ------------------ |
| 유니코드 이름        | HIRAGANA LETTER E | HIRAGANA LETTER E | KATAKANA LETTER E | KATAKANA LETTER E | HALFWIDTH KATAKANA LETTER E | HALFWIDTH KATAKANA LETTER E | CIRCLED KATAKANA E | CIRCLED KATAKANA E |
| 인코딩               | 10진              | 16진              | 10진              | 16진              | 10진                        | 16진                        | 10진               | 16진               |
| 유니코드             | 12360             | U+3048            | 12456             | U+30A8            | 65396                       | U+FF74                      | 13011              | U+32D3             |
| UTF-8                | 227 129 136       | E3 81 88          | 227 130 168       | E3 82 A8          | 239 189 180                 | EF BD B4                    | 227 139 147        | E3 8B 93           |
| 수치 문자 참조       | &#12360;          | &#x3048;          | &#12456;          | &#x30A8;          | &#65396;                    | &#xFF74;                    | &#13011;           | &#x32D3;           |
| Shift JIS            | 130 166           | 82 A6             | 131 71            | 83 47             | 180                         | B4                          |                    |                    |
| EUC-JP               | 164 168           | A4 A8             | 165 168           | A5 A8             | 142 180                     | 8E B4                       |                    |                    |
| GB 18030             | 164 168           | A4 A8             | 165 168           | A5 A8             | 132 0                       | 84 31 97 36                 | 129 0              | 81 39 D1 39        |
| EUC-KR / UHC         | 170 168           | AA A8             | 171 168           | AB A8             |                             |                             |                    |                    |
| Big5 (non-ETEN kana) | 198 172           | C6 AC             | 199 64            | C7 40             |                             |                             |                    |                    |
| Big5 (ETEN / HKSCS)  | 198 238           | C6 EE             | 199 164           | C7 A4             |                             |                             |                    |                    |

| 미리 보기            | ぇ                      | ぇ                      | ェ                      | ェ                      | ｪ                                 | ｪ                                 |
| -------------------- | ----------------------- | ----------------------- | ----------------------- | ----------------------- | --------------------------------- | --------------------------------- |
| 유니코드 이름        | HIRAGANA LETTER SMALL E | HIRAGANA LETTER SMALL E | KATAKANA LETTER SMALL E | KATAKANA LETTER SMALL E | HALFWIDTH KATAKANA LETTER SMALL E | HALFWIDTH KATAKANA LETTER SMALL E |
| 인코딩               | 10진                    | 16진                    | 10진                    | 16진                    | 10진                              | 16진                              |
| 유니코드             | 12359                   | U+3047                  | 12455                   | U+30A7                  | 65386                             | U+FF6A                            |
| UTF-8                | 227 129 135             | E3 81 87                | 227 130 167             | E3 82 A7                | 239 189 170                       | EF BD AA                          |
| 수치 문자 참조       | &#12359;                | &#x3047;                | &#12455;                | &#x30A7;                | &#65386;                          | &#xFF6A;                          |
| Shift JIS            | 130 165                 | 82 A5                   | 131 70                  | 83 46                   | 170                               | AA                                |
| EUC-JP               | 164 167                 | A4 A7                   | 165 167                 | A5 A7                   | 142 170                           | 8E AA                             |
| GB 18030             | 164 167                 | A4 A7                   | 165 167                 | A5 A7                   | 132 0                             | 84 31 96 36                       |
| EUC-KR / UHC         | 170 167                 | AA A7                   | 171 167                 | AB A7                   |                                   |                                   |
| Big5 (non-ETEN kana) | 198 171                 | C6 AB                   | 198 254                 | C6 FE                   |                                   |                                   |
| Big5 (ETEN / HKSCS)  | 198 237                 | C6 ED                   | 199 163                 | C7 A3                   |                                   |                                   |

### 헨타이가나
| 미리 보기      | 𛀀                        | 𛀀                        | 𛀁                         | 𛀁                         |
| -------------- | ------------------------- | ------------------------- | -------------------------- | -------------------------- |
| 유니코드 이름  | KATAKANA LETTER ARCHAIC E | KATAKANA LETTER ARCHAIC E | HIRAGANA LETTER ARCHAIC YE | HIRAGANA LETTER ARCHAIC YE |
| 인코딩         | 10진                      | 16진                      | 10진                       | 16진                       |
| 유니코드       | 110592                    | U+1B000                   | 110593                     | U+1B001                    |
| UTF-8          | 240 155 128 128           | F0 9B 80 80               | 240 155 128 129            | F0 9B 80 81                |
| UTF-16         | 55340 56320               | D82C DC00                 | 55340 56321                | D82C DC01                  |
| 수치 문자 참조 | &#110592;                 | &#x1B000;                 | &#110593;                  | &#x1B001;                  |